# 白玉堂 (粵劇演員)
白玉堂（1900年—1994年），原名畢昆生，又名畢釗南，戲行中人尊稱「三叔」:65，廣東花縣人，祖籍江南西道盧陵（今江西吉水），著名粵劇演員（文武生）。出身海員家庭，父親畢善福，堂兄畢勁持（藝名黃腫美），同胞兄長畢釗倫都是海員。

## 生平
三歲隨親人往香港，六歲回鄉讀書，十一歲失學，十二歲學粵劇，拜小生靚全為師。最先是在白駒榮的戲班裏演出，取藝名「靚南」。由於在《五鼠鬧東京》表現突出，從此改藝名為「白玉堂」。
他擅演「大審戲」及「袍甲戲」，曾長期隸屬新中華劇團，與名旦肖麗章、陳艷儂合作。20世纪20年代，白玉堂先後在樂同春、新中華、永壽年、定乾坤、孔雀屏、唐天寶、勝中華等戲班演出。除在廣東港澳演出外，還到過美國、越南、新加坡等地演出。後來更自組興中華劇團。劉美卿、黃君武也成了白玉堂的徒弟。
1950年定居香港，育有三子五女。著名演員尤敏是他的女兒。他有徒弟黄君武。

## 著名劇目
- 鳳儀亭
- 百萬軍中藏阿斗
- 狸貓換太子
- 偷祭貴妃墳